# Marcantonio Trivisano
Marcantonio Trivisano lub Trivisan (ur. 1475  – zm. 31 maja 1554) – doża Wenecji od 4 czerwca 1553 do 31 maja 1554.